# Le Club des doigts croisés
Le Club des doigts croisés (ou CDDC) est une émission de télévision quotidienne québécoise de fiction pour les 8-10 ans, composée de 80 épisodes de 23 minutes et diffusée du 22 juin 2009 à 2011 à la télévision de Radio-Canada.

## Synopsis
Le Club est formé de Catherine, Daniel, Dylan et Charlotte. Ceux-ci exaucent des vœux, seulement ci ceux-ci ont une signification importante et changeront des vies. Unis, ils restent discrets dans leur quête de «créer le bien» autour d'eux.
Il s’agit d’une idée originale de LP8 Média.

## Distribution
Source : La Presse
- Karelle Tremblay : Catherine
- Charles Circé-Kerry : Daniel
- Kevin Ranély : Dylan
- Catherine Faucher : Charlotte

### Acteurs récurrents et invités
- Marie-Chantal Perron : Hélène Sauvé, tante de Cat
- Pierre Verville : Marc Leblanc, le facteur
- Louise Forestier : Gisèle, propriétaire de la brocante
- David Savard : détective Jacques Boisvert (Jack Greenwood)
- Alexandre Compagna
- Brigitte Poupart : Joëlle, la mère de Cat
- Claude Lemieux : Malo Martin (saison 2, 1 épisode)